# MM49PE
MM49PE bezeichnet einen Schiffstyp von Doppelendfähren der norwegischen Reederei Norled.

## Geschichte
Die Fähren wurden 2009 auf der französischen Werft STX France Lorient in Saint-Nazaire für die Reederei Tide Sjø gebaut. Aus dieser ging Anfang 2012 die Reederei Norled hervor. Die Baukosten der Schiffe beliefen sich auf rund 45 Mio. Euro. Sie verkehren über den Oslofjord zwischen Oslo (Aker Brygge) und Nesoddtangen. Die ersten beiden Fähren wurden am 1. Juli 2009 in Dienst gestellt, die dritte folgte Anfang August 2009. Die Fähren ersetzten auf der Strecke drei altere Fähren, die von der Nesodden-Bundefjord Dampskibsselskap betrieben wurden. Die Fährverbindung war von Tide Sjø übernommen worden.
Der Schiffsentwurf stammte vom norwegischen Schiffsarchitekturbüro Multi Maritime in Førde. Die Fähren gelten als die ersten gasbetriebenen Passagierfähren weltweit.

## Beschreibung
Die Schiffe wurden mit einem gaselektrischen Antrieb gebaut. Zwei Leroy-Somer-Elektromotoren mit jeweils 650 kW Leistung wirken auf jeweils eine Schottel-Propellergondel mit Twin-Propellern an den beiden Enden der Fähren. Für die Stromerzeugung standen zwei Mitsubishi-Gasmotoren (Typ: GS6R) mit jeweils 320 kW Leistung zur Verfügung, die zwei Leroy-Somer-Generatoren antrieben. Die Fähren wurden 2019 auf elektrischen Antrieb umgebaut. Dafür wurden die Mitsubishi-Gasmotoren und die von ihnen angetriebenen Generatoren entfernt und Akkumulatoren mit einer Kapazität von 2034 kWh für die Stromversorgung installiert. Diese werden am Anleger in Oslo über eine Ladeeinrichtung mit 3000 kW Leistung geladen. Die beiden zusätzlich zu den von den Gasmotoren angetriebenen Generatoren verbauten und von Scania-Dieselmotoren (Typ: D116 55M02P) mit jeweils 420 kW Leistung angetriebenen Leroy-Somer-Generatoren blieben erhalten. Durch den Antrieb mit Flüssigerdgas entstanden im Vergleich zu Dieselkraftstoff rund 70 Prozent weniger Stickoxide und rund 32 Prozent weniger Kohlenstoffdioxid. Die Dieselmotoren werden bei Bedarf mit Biodiesel betrieben.
Die Aufenthaltsräume für Passagiere mit Sitzgelegenheiten sind auf zwei Decks untergebracht. Auf dem Hauptdeck befindet sich ein Kiosk. Das Hauptdeck ist an den Enden nach oben offen. Auf dem darüberliegenden Deck gibt es ebenfalls offene Decksbereiche. Hier befinden sich Sitzbänke. Das Hauptdeck ist an den Enden über herunterklappbare Rampen zugänglich. Das Steuerhaus ist mittig auf die Decksaufbauten aufgesetzt. Die Passagierkapazität wird von Norled mit 600 Personen angegeben.
Der Rumpf der Schiffe ist eisverstärkt (Eisklasse B).

## Schiffe
| MM49PE         | MM49PE    | MM49PE     | MM49PE                                         | MM49PE                     |
| Bauname        | Baunummer | IMO-Nummer | Kiellegung Stapellauf Ablieferung              | Spätere Namen und Verbleib |
| -------------- | --------- | ---------- | ---------------------------------------------- | -------------------------- |
| Tidekongen     | 834       | 9481166    | 2. Juni 2008 11. Februar 2009 18. Juni 2009    | 2012: Kongen               |
| Tidedronningen | 835       | 9481192    | 12. Juni 2008 12. März 2009 30. Juni 2009      | 2012: Dronningen           |
| Tideprinsen    | 836       | 9481207    | 13. November 2008 25. April 2009 15. Juli 2009 | 2012: Prinsen              |

Die Schiffe fahren unter der Flagge Norwegens, Heimathafen ist Stavanger.